# Stanisław Stawski (nauczyciel)
Stanisław Stawski, krypt.: S. S., (ur. 1732 we Wrocławiu, zm. 1796 tamże) – polski tłumacz i autor podręczników do nauki języka polskiego działający we Wrocławiu.

## Życiorys
Urodził się w polskiej rodzinie (według E. Maleczyńskiej), wyznania ewangelickiego (według W. Chojnackiego). Przez pewien czas współpracował z firmą wydawniczą W.B. Korna. Począwszy od roku 1790 był nauczycielem języka polskiego w 3 najzacniejszych szkołach we Wrocławiu, w XVIII wieku. Były to kolejno: gimnazjum św. Elżbiety, żydowska Wilhelmsschule (od 1794) i szlachecka Friedrichsschule (także od 1794). W roku 1790 zamieszkał w kamienicy kowala Feyfra, przy ul. Świdnickiej (róg Flederwisz – Miotlanej). Stanisław Stawski z Danielem Voglem organizowali szkoły pokątne określane mianem „Winckel-schule”. Zmarł w rodzinnym Wrocławiu w wieku 64 lat (1796).

## Twórczość
Autor Książeczki do sylabizowania i czytania… dla polskiej klasy gimnazjum św. Elżbiety we Wrocławiu, wydanej we Wrocławiu w 1790 roku. Opublikował także Manualik do nauczenia się… będący zbiorem czytanek, wydany we Wrocławiu nakładem Jana Fryderyka Korna w 1796 roku. Został napisany w języku niemieckim i polskim. Oryginał znajduje się na Uniwersytecie Oksfordzkim.

### Podręczniki
1. Książeczka do sylabizowania i czytania dla polskiej klasy Gimnazjum Ś. Elżbiety w Wrocławiu – Buchstabier und Lesebüchlein für die polnische Klasse des Elisabeth. Gymnastii in Breslau, Wrocław 1790; wyd. następne powiększone i poprawione: Wrocław 1794; Estreicher notuje tylko wyd. 2; o obu inform. W. Chojnacki (nr 2056–2057)
2. Manualik do nauczenia się polskiego języka wydany przez… nauczyciela tegoż języka we trzech najznaczniejszych szkołach w Wrocławiu. (Nakładem wydawcy) – Handbuch zur Erlernung der polnischen Sprache…, Wrocław-Jelenia Góra-Leszno 1796; tu m.in. Przekłady poz. 8–9; W. Chojnacki podaje omyłkowo 1795 jako rok wydania (nr 2058).

### Przekłady
1. Ch. F. Gellert: Komedia o dewotce, Wrocław 1771; o druku inform. Estreicher (XVII, 1899, 81) za katalogiem Biblioteki Dzikowskiej i Chreptowiczów; tytuł oryginału: Die Betschwester
2. Ch. F. Gellert: Komedia o losie szczęścia w loterii, we 3 aktach od jmci pana… sławnego Akademii Lipskiej profesora po niemiecku napisana, teraz zaś na polski język przełożona, Wrocław 1771; tytuł oryginału: Das Los in der Lotterie; autorstwo przekł. domniemane
3. Ch. F. Gellert: Listy jmci pana… słynnego w Akademii Lipskiej profesora z niemieckiego na polski język przełożone przez S. S., Wrocław 1774; autorstwo przekł. domniemane
4. Ch. F. Gellert: Moralne pisma od jmci pana… sławnego Akademii Lipskiej profesora po niemiecku wydane, teraz zaś na polski język przełożone t. 1–2, Wrocław 1775–1776; autorstwo przekł. domniemane
5. J. H. Campe: Książeczka moralna dla dzieci od imci pana… po niemiecku napisana, teraz zaś na ojczysty język przełożona, Wrocław 1779; wyd. 2: Wrocław-Leszno 1800; tłumacz podpisany w przedmowie; tytuł oryginału: Sittenbüchlein für Kinder
6. Panna swojej się niewinności pomszcząca. Tragedia we 3 aktach, z niektórymi odmianami z niemieckiego na polski język przez… przełożona, Wrocław 1779; W. Chojnacki błędnie podał rok wyd.: 1799 (nr 1675)
7. (J. M. Miller): Zygwarda klasztorne przypadki, z niemieckiego na polski język przez… przełożone t. 1–2, Wrocław 1779–1780; z przedmową tłumacza; tytuł oryginału: Siegwart. Eine Klostergeschichte; przekł. nie obejmuje t. 3 oryginału
8. J. Engel: Paź. Komedia dzieci w 1 akcie, od jmci pana… po niemiecku napisana, teraz na język polski przełożona, w Wrocławiu, 1794, wyd. zobacz Podręczniki poz. 2, s. 145–198; tytuł oryginału: Der Edelknabe
9. (G. Stephanie): Zbieg z synowskiej miłości. Komedia we 3 aktach, z niemieckiego na polski język przełożona, wyd. jak wyżej s. 199–318; tytuł oryginału: Der Desertör aus Kindesliebe; inny przekład wyd. anonimowo w Warszawie 1778 (wyst. Warszawa 1776).

## Opracowania poświęcone twórczości Stawskiego
1. (Książeczka do sylabizowania. Rec.): „Litterarische Chronik von Schlesien” 1790 Stück 11, s. 339–342
2. B. Gubrynowicz: Romans w Polsce za czasów Stanisława Augusta, Lwów 1904, s. 71, 154
3. M. Szyjkowski: Myśl Jana Jakuba Rousseau w Polsce XVIII w., Kraków 1913
4. L. Bernacki: Teatr, dramat i muzyka za Stanisława Augusta t. 2, Lwów 1925
5. Z. Ciechanowska: Echa Wertera w Polsce, „Przegląd Powszechny” t. 165 (1925), s. 324
6. K. Wojciechowski: Historia powieści w Polsce, Lwów 1925
7. Z. Ciechanowska: Literatura niemiecka a polska w XVIII w., „Pamiętnik Literacki” rocznik 33 (1936), s. 30 i odb.
8. E. Maleczyńska: Polskie tradycje naukowe i uniwersyteckie Wrocławia, Wrocław 1946, s. 56
9. Z. Ciechanowska: Twórczość Goethego w Polsce, „Twórczość” 1949 nr 8, s. 83
10. W. Długoborski: Wrocław w okresie rozwoju manufaktur i początków rządów pruskich (1741–1806), „Dzieje Wrocławia do r. 1807”, Wrocław 1958, s. 872.